# 내재적 주간통상 조항
내재적 주간통상 조항이란 미국 헌법상 원칙으로 연방의회가 주간 통상을 규제하고 있기 때문에 주정부는 연방의회의 명시적인 법률이 없더라도 이 영역에 대한 규제를 할 수 없는 것을 말한다.

## 사례
- 주정부가 외계인을 비과학적인 모습으로 표현한 장난감의 주내에서 판매를 금지시켰다. 사실은 주내에 있는 장난감 제조업체를 보호하고 타주의 경쟁업체의 진입을 차단하기 위한 보호주의적인 의도가 있는 경우, 내재적 주간통상 조항에 의해 주정부의 규제법률은 위헌이다.
- 주 자동차 업계의 불황으로 많은 노동자들이 해고되자 주정부는 외국에서 제작된 수입차를 주내 주차장에서 주차하는 것을 금지시켰다. 이는 주간통상에 부담을 주는 것으로 내제적 주간통상 조항에 위반될 수 있다.

## 같이 보기
- 통상조항
- 미국 수정 헌법 제21조